# برج تیانجین ورلد سنتر
برج تیانجین ورلد سنتر (انگلیسی: Tianjin World Financial Center) ساختمان اداری ۷۴ طبقه مستقر در شهر تیانجین، چین است، که در سال ۲۰۱۱ احداث گردید.